# Сорока, Леонид Моисеевич
Леони́д Моисеевич Соро́ка (род. 2 июля 1940, Киев) — русский поэт, переводчик. Автор книг лирики и детских книг. Член Союза русскоязычных писателей Израиля, член ПЕН-клуба.

## Биография
Леонид Сорока родился 2 июля 1940 года в Киеве. Во время Великой Отечественной войны находился в эвакуации на Урале, в Удмуртии. Окончил три курса Киевской сельхозакадемии и филологический факультет Киевского университета.
Работал журналистом в прессе для детей. Более двадцати лет руководил отделом литературы республиканской детской газеты «Юный ленинец».
Публиковался в журналах «Юность», «Нева», «Радуга», «Литературной газете», в детских журналах. Переводил на русский язык украинских, туркменских и еврейских поэтов.
С 1991 года живёт в Израиле, в Кармиэле. Печатается в московских детских журналах, в журнале «Слово писателя», «Иерусалимском журнале» и др.

## Избранные произведения
Сборники стихов
- Юность. Избранное. — М.: Изд. «Правда», 1980.
- Сорока Л. М. Галилейский круг : [Кн. стихов]. — СПб. и др.: Гуманит., 2002. — 143 с. — 500 экз. — ISBN 965-222-802-8.
- Сорока Л. М. Миг бытия : Стихи. — Киев: Рад. пысьмэннык, 1989. — 98 с. — 2000 экз. — ISBN 5-333-00852-3.
- Сорока Л. М. На свету молодом : Стихи. — Киев: Молодь, 1986. — 3000 экз.
- Сорока Л. М. За Стеною Плача. — Нью-Йорк, 1995. — ISBN 965-222-666-1.
- Сорока Л. М. Стихляшки. — Иерусалим: Библиотека «Иерусалимского журнала», 2013. — ISBN ISBN 978-965-553-033-9.
- Сорока Л. М. Полёт нормальный. Лирика, иронические стихи. (Послесловие: Игорь Иртеньев и Аркадий Штыпель). — Москва. Изд. «БерИнга». 2022. — 304 с. — 300 экз. — ISBN 978-5-604-67321-8.

Книги для детей
- Сорока Л. М. Дощечка : [Стихи : Для дошк. возраста]. — М.: Малыш, 1985. — 12 с. — 300 000 экз.
- Сорока Л. М. Про мышонка Шона, про амстердамского кота Тома и про разное другое. — СПб.: Акад. проект, 2004. — 111 с. — 1000 экз. — ISBN 5-7331-0303-5.
- Сорока Л. М. Кишеньковий дракон : дитяча iронічна поезія / Пер. с рус. I. Андрусяк.[3]
- Сорока Л. М. Октябрятское дежурство : Стихи : Для мл. шк. возраста. — Киев: Веселка, 1986. — 21 с. — 108 000 экз.
- Сорока Л. М. Четыре цвета : Альбом для раскрашивания : [Для дошк. возраста]. — Киев: Вэсэлка, 1989. — 16 с. — 600 000 экз.
- Сорока Л. М. Монетки на ветке. Стихи и сказки. (Пред. Юнны Мориц) — Киев: Издательство «От А до Я», 2014. — 160 с. 1000 экз. — ISBN 978-966-1500-06-7.
- Сорока Л. М. Фататалики. Стихи для детей. Москва. Козерог&Книговар. 2018. — 132 с. — 1000 экз. — ISBN 978-5-91009-014-3.
- Сорока Л. М. Колбаскино чудо. Стихи и сказки. (Послесловие Вадима Левина и Виктора Лунина). — Москва: Издательство «БерИнга», 2020. — 94 с. — 1000 экз. — ISBN 978-5-6043-637-1-3.
- Сорока Л. М. Четверо смелых. Сборник стихотворений. — Москва. Издательство «БерИнга». 2021 — 48 с. — 1000 экз. — ISBN 978-5-604-36373-7
- Сорока Л. М. Кто, куда и как. Сборник стихотворений. — Москва. Издательство «БерИнга». 2021. — 48 с. — 1000 экз. — ISBN 978-5-604-36379-9

Мюзиклы
- «Звёздный час» — мюзикл по одноимённой пьесе К. Людвига. Либретто С. Колмановского, стихи Л. Сороки. Сатира на нравы американской провинциальной оперы. Поставлен в Симферопольском музыкальном театре.
- «Последняя звезда» — мюзикл на 4 человека по пьесе Н. Птушкиной «Пока она умирала». Музыка Эдуарда и Сергея Колмановских. Либретто С. Колмановского, стихи Л. Сороки.
- «Бесподобный Ананасов» — современный мюзикл на 5 человек по одноимённой пьесе В. Попова-Равича. Либретто С. Колмановского, стихи Л. Сороки.
- «Белый пудель» — мюзикл для детей по А. Куприну. Либретто Л. Сороки, С. Колмановского, М. Вассермана. Стихи Л. Сороки. Поставлен в Одесском государственном академическом театре музыкальной комедии им. М. Водяного.
- «Спасите принцессу!» — мюзикл для детей на 5 человек по повести П. Маара «В дремучем зелёном лесу». Поставлен в Ивановском театре музыкальной комедии. Либретто Л. Сороки, С. Колмановского. Стихи Л. Сороки.

## Критика
Эмиль Сокольский, критик: 

Сорока печатался и в детских, и во «взрослых» журналах (например, в «Юности», в «Неве»). Живя с 1991 года в Израиле, продолжает публиковаться и сейчас. «Стихляшки» — им придуманный жанр, который трудно в точности охарактеризовать. Как бы там ни было, это небольшие стихотворения, в которых нет места серьёзности — что, пожалуй, и является для Сороки самой что ни на есть настоящей серьёзностью. Здесь автор будто бы остается одновременно и детским поэтом, и очень даже взрослым — поскольку смотрит на мир с добрым юмором, подчас с иронией, — смотрит глазами много пожившего и много испытавшего человека. Причем умеет иронически относиться прежде всего к самому себе. Стихи читаются легко, точные, подчас неожиданные рифмы веселят, без труда запоминаются не только строки, но и стихотворения целиком, — что неудивительно: самые короткие уложены в две-четыре строки, остальные — редко когда длиннее шестнадцати (то есть четырёх строф)